# Ар-Равда (нохія)
Ар-Равда (араб. ناحية الروضة) — нохія у Сирії, що входить до складу району Баніяс провінції Тартус. Адміністративний центр — м. Ар-Равда.
| Сирія | Це незавершена стаття з географії Сирії. Ви можете допомогти проєкту, виправивши або дописавши її. |